# Лукьяновская (Вожегодский район)
Лукьяновская — деревня в Вожегодском районе Вологодской области.
Входит в состав Мишутинского сельского поселения, с точки зрения административно-территориального деления — в Мишутинский сельсовет.
Расстояние по автодороге до районного центра Вожеги — 59 км, до центра муниципального образования Мишутинской — 7 км. Ближайшие населённые пункты — Некрасовская, Климовская, Горка, Погорелка.
По переписи 2002 года население — 82 человека (37 мужчин, 45 женщин). Всё население — русские.